# Мезоліт (мінерал)
Мезоліт — мінерал, водний алюмосилікат натрію та кальцію каркасної будови, групи цеолітів.

## Загальний опис
Синонім — веруцит, веручит (рос. верруцит, верручит; англ. verrucite; нім. Verrucit m).
Хімічна формула: Na2Ca2[Al2Si3O10]3•8H2O.
Склад, % (з Ісландії): Na2О — 3,64; CaO — 9,10; Al2О3 — 27,57; SiO2 — 46,58; H2O — 13,17.
Сингонія моноклінна (псевдоромбічна).
Утворює видовжені, голчасті, волосоподібні кристали, також радіально-променисті агрегати.
Густина 2,26.
Твердість 5,0-5,5.
Блиск скляний, у волокнистих агрегатах шовковистий.
Безбарвний, білий, сірий, жовтий, рожевий або червоний.
Прозорий до напівпрозорого.
Спайність досконала.
Асоціює з кальцитом та іншими цеолітами: шабазитом, стильбітом, натролітом, анальцитом.
Знайдений в жеодах Сардинії, в гідротермальних жилах асоціює з марганцевими рудами і барієвими мінералами (Ачинськ, Росія). Відомі знахідки на о-вах поблизу Сицилії, Шотландії, Ірландії, на Фарерських о-вах, в Ґренландії, Індії, Австралії (Річмонд), США, Канаді.
Рідкісний.
Назва походить від грецьких слів мезо- «середній» та літос — «камінь» (V.Fuchs, A.Gehlen, 1816).